# Црни Као (Баточина)
Црни Као је насеље у општини Баточина у Шумадијском округу. Према попису из 2022. има 317 становника (према попису из 2011. било је 410 становника).

## Географија
Територија села Црни Као налази се у централном делу Србије. Смештен је у источном пределу Шумадије. Налази се у северном делу општинске територије Баточине.
Црни Као се налази на 179 метара надморске висине, на 5 км северније од Баточине, 28 км северније од Крагујевца и 118 км јужно од Београда. Кроз Црни Као пролази пут који повезује Баточину са Рачом.

## Историја
На територији Црног Кала пронађени су предмети из доба неолита. Такође у селу су пронађени налази из времена када су на овим просторима владали Римљани.
На месту Црног Кала је некада било насеље Топола. Тополци су осигуравали царски пут као дербенџије. Крајем шеснаестог века у селу је било једанаест кућа. Не зна се тачно када се изгубила Топола и када се уместо ње појавио Црни Као.
Сигурно је да је Црни Као постојао почетком осамнаестог века. када су Аустријанци освојили ове крајеве, извршили су попис 1718. године у којем се Црни Као наводи као напуштено село. Након Другог српског устанка 1815. сматран је засеоком Баточине. Међутим већ 1820. се води као посебно село у саставу Општине Баточина.
Црни Као је био у саставу Општине Баточина до 1872. године, када је дошло до сједињења са Сипићем. Већ 1874. године Црни Као и Турчин су одлучиле да се одвоје од досадашњих општина и образују заједничку општину. То је потврђено указом 3. јуна 1875. године. Међутим 1880. поново је Црни Као пришао Баточини и са њом остао до 1898. године. Године 1898. Баточина је прешла у крагујевачки срез, па се Црни Као морао одвојити од ње и поново је пришао Сипићу.

### Археолошка налазишта и спомен обележја у Црном Калу
- Саставци (неолит, римско доба)
- Споменик жртвама из НОБ-а

## Демографија
У насељу Црни Као живи 353 пунолетна становника, а просечна старост становништва износи 42,1 година (40,2 код мушкараца и 44,1 код жена). У насељу има 137 домаћинстава, а просечан број чланова по домаћинству је 3,26.
Ово насеље је великим делом насељено Србима (према попису из 2002. године), а у последња три пописа, примећен је пад у броју становника.
|             | \| Демографија[3] \| Демографија[3] \| Демографија[3] \| \| Година \| Становника \| Становника \| \| -------------- \| -------------- \| -------------- \| \| 1948. \| 614 \| \| \| 1953. \| 677 \| \| \| 1961. \| 664 \| \| \| 1971. \| 609 \| \| \| 1981. \| 540 \| \| \| 1991. \| 492 \| 458 \| \| 2002. \| 446 \| 467 \| \| 2011. \| 410 \| \| \| 2022. \| 317 \| \| |            |
| Демографија | |            |
| Година      | Становника | Становника |
| 1948.       | 614 |            |
| 1953.       | 677 |            |
| 1961.       | 664 |            |
| 1971.       | 609 |            |
| 1981.       | 540 |            |
| 1991.       | 492 | 458        |
| 2002.       | 446 | 467        |
| 2011.       | 410 |            |
| 2022.       | 317 |            |

| Етнички састав према попису из 2002.‍ | Етнички састав према попису из 2002.‍ | Етнички састав према попису из 2002.‍ | Етнички састав према попису из 2002.‍ | Етнички састав према попису из 2002.‍ |
| ------------------------------------ | ------------------------------------ | ------------------------------------ | ------------------------------------ | ------------------------------------ |
|                                      |                                      |                                      |                                      |                                      |
| Срби                                 | Срби                                 |                                      | 445                                  | 99,77%                               |
| Роми                                 | Роми                                 |                                      | 1                                    | 0,22%                                |
| непознато                            | непознато                            |                                      | 0                                    | 0,0%                                 |

| Година пописа     | 1948. | 1953. | 1961. | 1971. | 1981. | 1991. | 2002. |
| ----------------- | ----- | ----- | ----- | ----- | ----- | ----- | ----- |
| Број домаћинстава | 150   | 149   | 157   | 150   | 144   | 128   | 137   |

| Број чланова      | 1  | 2  | 3  | 4  | 5  | 6  | 7 | 8 | 9 | 10 и више | Просек |
| ----------------- | -- | -- | -- | -- | -- | -- | - | - | - | --------- | ------ |
| Број домаћинстава | 25 | 34 | 15 | 31 | 13 | 15 | 3 | 1 | 0 | 0         | 3,26   |

| Пол    | Укупно | Неожењен/Неудата | Ожењен/Удата | Удовац/Удовица | Разведен/Разведена | Непознато |
| ------ | ------ | ---------------- | ------------ | -------------- | ------------------ | --------- |
| Мушки  | 187    | 56               | 115          | 13             | 3                  | 0         |
| Женски | 179    | 30               | 114          | 31             | 4                  | 0         |
| УКУПНО | 366    | 86               | 229          | 44             | 7                  | 0         |

| Пол    | Укупно                    | Пољопривреда, лов и шумарство | Рибарство                            | Вађење руде и камена | Прерађивачка индустрија       |
| ------ | ------------------------- | ----------------------------- | ------------------------------------ | -------------------- | ----------------------------- |
| Мушки  | 92                        | 23                            | 0                                    | 18                   | 36                            |
| Женски | 36                        | 12                            | 0                                    | 0                    | 14                            |
| УКУПНО | 128                       | 35                            | 0                                    | 18                   | 50                            |
| Пол    | Производња и снабдевање   | Грађевинарство                | Трговина                             | Хотели и ресторани   | Саобраћај, складиштење и везе |
| Мушки  | 0                         | 4                             | 5                                    | 1                    | 2                             |
| Женски | 1                         | 0                             | 4                                    | 2                    | 0                             |
| УКУПНО | 1                         | 4                             | 9                                    | 3                    | 2                             |
| Пол    | Финансијско посредовање   | Некретнине                    | Државна управа и одбрана             | Образовање           | Здравствени и социјални рад   |
| Мушки  | 0                         | 0                             | 2                                    | 0                    | 0                             |
| Женски | 0                         | 0                             | 1                                    | 2                    | 0                             |
| УКУПНО | 0                         | 0                             | 3                                    | 2                    | 0                             |
| Пол    | Остале услужне активности | Приватна домаћинства          | Екстериторијалне организације и тела | Непознато            | Непознато                     |
| Мушки  | 0                         | 0                             | 0                                    | 1                    | 1                             |
| Женски | 0                         | 0                             | 0                                    | 0                    | 0                             |
| УКУПНО | 0                         | 0                             | 0                                    | 1                    | 1                             |

## Школство
Црни Као је своје ђаке слао у баточинску школу до 1895. године када је село добило своју школу. Док није била готова школа узета је под кирију приватна кућа Милоша Марковића која је имала три собе. Затим је откупљена кућа Витомира Милојевића са три одељења. Министарство просвете је одобрило отварање школе 1895. године. Прве године школа је имала педесет и два ђака. Школа кроз своју историју није радила само за време Првог светског рата.
Нова школска зграда у којој школа и данас ради саграђена је 1985. године. Школа има две учионице, школску кухињу са трпезаријом, наставничку канцеларију и тоалет.
Данас у Црном Калу постоји издвојено одељење основне школе „Свети Сава“ Баточина. Након четвороразредног школовања ученици настављају школовање у Баточини. Школа је четвороразредна и у њој предаје један учитељ. У школској 2003/04 школа је имала деветнаест ученика, а 2011/12 школу је похађало двадесет ученика.
Такође у Црном Калу постоји издвојено одељење дечјег вртића „Полетарац“ из Баточине.

## Пољопривреда
Пољопривреда је водећа привредна грана по обиму производње као и по запослености локалног становништва.
Сточарство је најзначајнија грана производње у пољопривреди у Црном Калу. Сточарство је најтраженији део пољопривреде, јер њени производи (месо, маст, млеко, јаја) спадају у главне прехрамбене производе становништва. Сељак ситног пољопривредног газдинства у Црном Калу је сваштар, гаји више врста стоке. Гаји говеда, свиње, овце, коње и живину.

## Спорт
У селу постоји фудбалски клуб Младост који се такмичи у Општинској лиги Рача, последњем степену такмичења у коme се такмиче клубови из Раче и Баточине. У сезонама 2009/10 и 2010/11 Младост се такмичила ранг више, у Међуопштинској лиги Рача-Баточине-Кнић. Након тога клуб се није такмичио, да би се поново активирао у сезони 2013/14.

## Галерија
- Црква Светог Ђорђа саграђена 2007. године.
- Споменик из народноослобидилачке борбе у Црном Калу
- Младост Црни Као - Напредак Мало Крчмаре